# Cumpătare

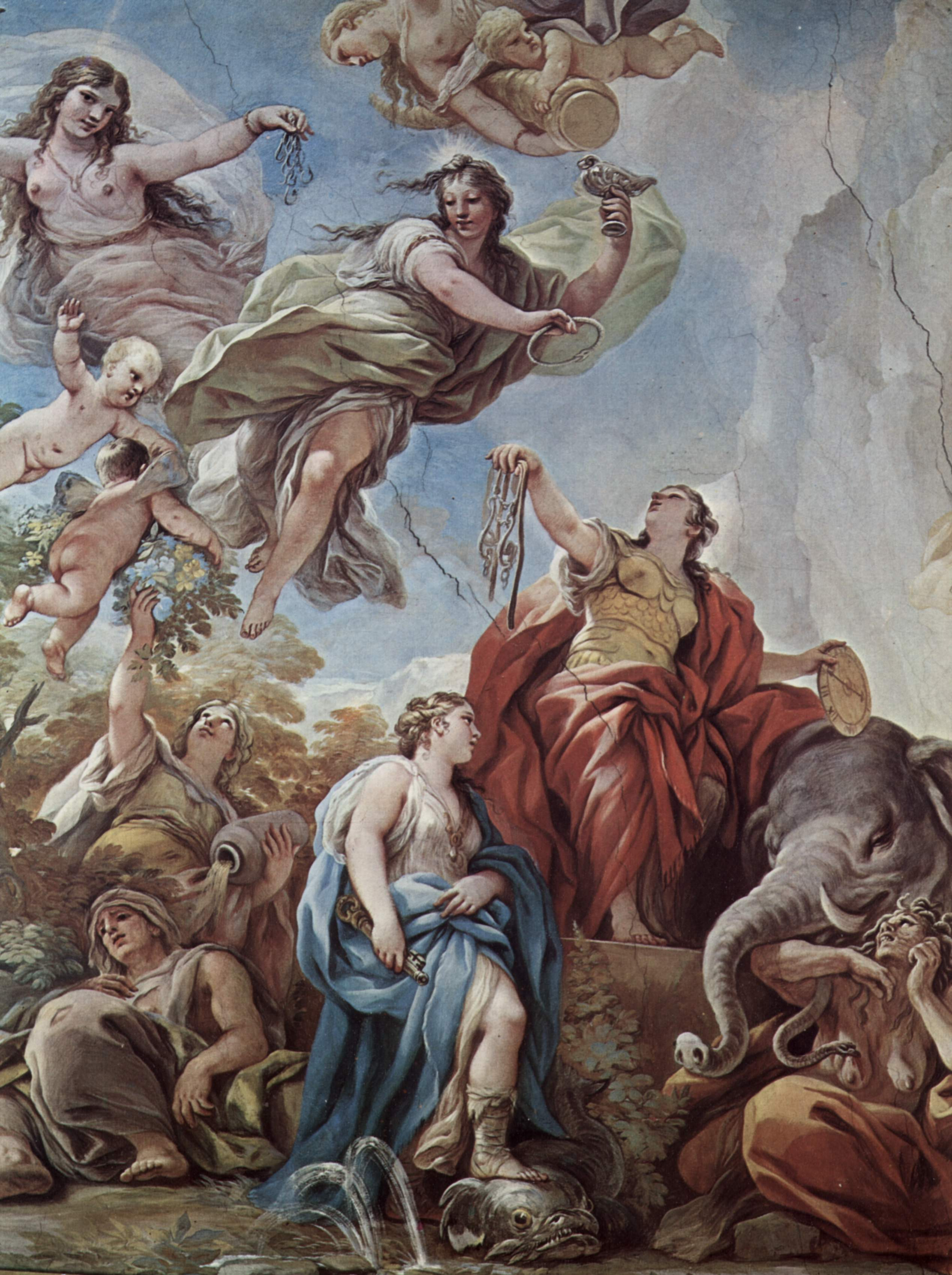
Temperantia (Cumpătarea, în latină, de Luca Giordano

Cumpătarea este definită ca moderație sau auto-constrângere voluntară.
Cumpătarea este de obicei descrisă în termeni referitori la ce se poate abține cineva a face, incluzând constrângerea de a se răzbuna, dar a acționa sub forma non-violenței și a iertării, abținerea de a arăta aroganță, prin comportament umil și modest, auto-controlul de a nu excesa în nimic prin a fi prudent și constrângerea de a se enerva excesiv prin instaurarea stării de calm și auto-control.

## Privire generală
Cumpătarea a fost descrisă de gânditori religioși, filozofi, dar și de psihologi ca fiind o virtute. În iconografia clasică, virtutea cumpătării este adesea descrisă ca o femeie transvazând apă dintr-un vas într-altul. Este considerată, atât în filozofia grecilor antici și creștinism, cât și în budism și hinduism, a fi una din virtuțiile de cea mai mare importanță.
Cumpătarea este una din cele șase virtuți în clasificarea psihologiei pozitive, alături de înțelepciune, curaj, umanism, justiție și transcendență. Este caracterizată ca forma de controlare a excesului, fiind exprimată prin caracteristici așa cum sunt castitatea, modestia, umilința, prudența, autocontrolul, iertare și milă, fiecare din aceste calități implicând auto-abținere de a excesa în a manifesta impulsuri precum vanitate, impuls sexual ori furie.